# Duguetia gardneriana
Duguetia gardneriana är en kirimojaväxtart som beskrevs av Carl Friedrich Philipp von Martius. Duguetia gardneriana ingår i släktet Duguetia och familjen kirimojaväxter. Inga underarter finns listade i Catalogue of Life.